# 165192 Neugent
165192 Neugent este un asteroid din centura principală de asteroizi.

## Descriere
165192 Neugent este un asteroid din centura principală de asteroizi. A fost descoperit pe 26 august 2000 la Cerro Tololo de Larry H. Wasserman. Asteroidul prezintă o orbită caracterizată de o semiaxă mare de 2,23 ua, o excentricitate de 0,08 și o înclinație de 5,1° în raport cu ecliptica.